# Чэндлер, Дэвид Портер
Дэ́вид По́ртер Чэндлер (англ. David Porter Chandler; род. 1933, США) — американский ученый и историк, один из ведущих специалистов по истории современной Камбоджи. В настоящее время живет и работает в Австралии, где является профессором-эмеритом Университета Монаша и адъюнкт-профессором азиатских исследований в Джорджтаунском университете.

## Биография
Он получил образование в Гарвардском колледже Гарвардского университета и в Йельском университете. В 1973 году в Колледже литературы, науки и искусств Мичиганском университете получил доктора философии, защитив диссертацию по теме о доколониальной Камбодже.
В 1958–1966 года работал сотрудником Дипломатической службы США: работал в Пномпене (1960–1962), Боготе, Кали и Вашингтоне.
В 1972—1993 года — ассоциированный профессор, а в 1993—1997 года — профессор истории Университета Монаша. В 1979—1996 годах также являлся директором Центра южноазиатских исследований Университета Монаша.
В 1994 году был избран членом Австралийской академии гуманитарных наук.
В 1997—2003 года занимал профессорские должности в Висконсинском университете в Мадисоне, Университете Джонса Хопкинса и Корнелльском университете, а также был старшим советником в Центре кхмерских исследований в Сиемреапе. В 2003 году снова вернулся в Университет Монаша, где стал профессором-эмеритом.
Работал консультантом по оценке программ в области демократии и управления в Агентстве США по международному развитию, а также в «Азиатском фонде», где оценивал деятельность по поддержке выборов в Пномпене. Кроме того сотрудничал с «Международной амнистией» и Управлением Верховного комиссара ООН по делам беженцев в исследованиях и миссиях по установлению фактов о Камбодже. Также он занимался изучением Архива Камбоджи Управления по делам военнопленных и пропавших без вести Министерства обороны США.
В 2009 и 2012 года выступал в качестве приглашённого эксперта на заседаниях Чрезвычайных палаты в Судах Камбоджи для преследования за преступления, совершенные в период Демократической Кампучии.
Одна из комнат посольства США в Камбодже носит имя Портера.